# Khanat Sibir

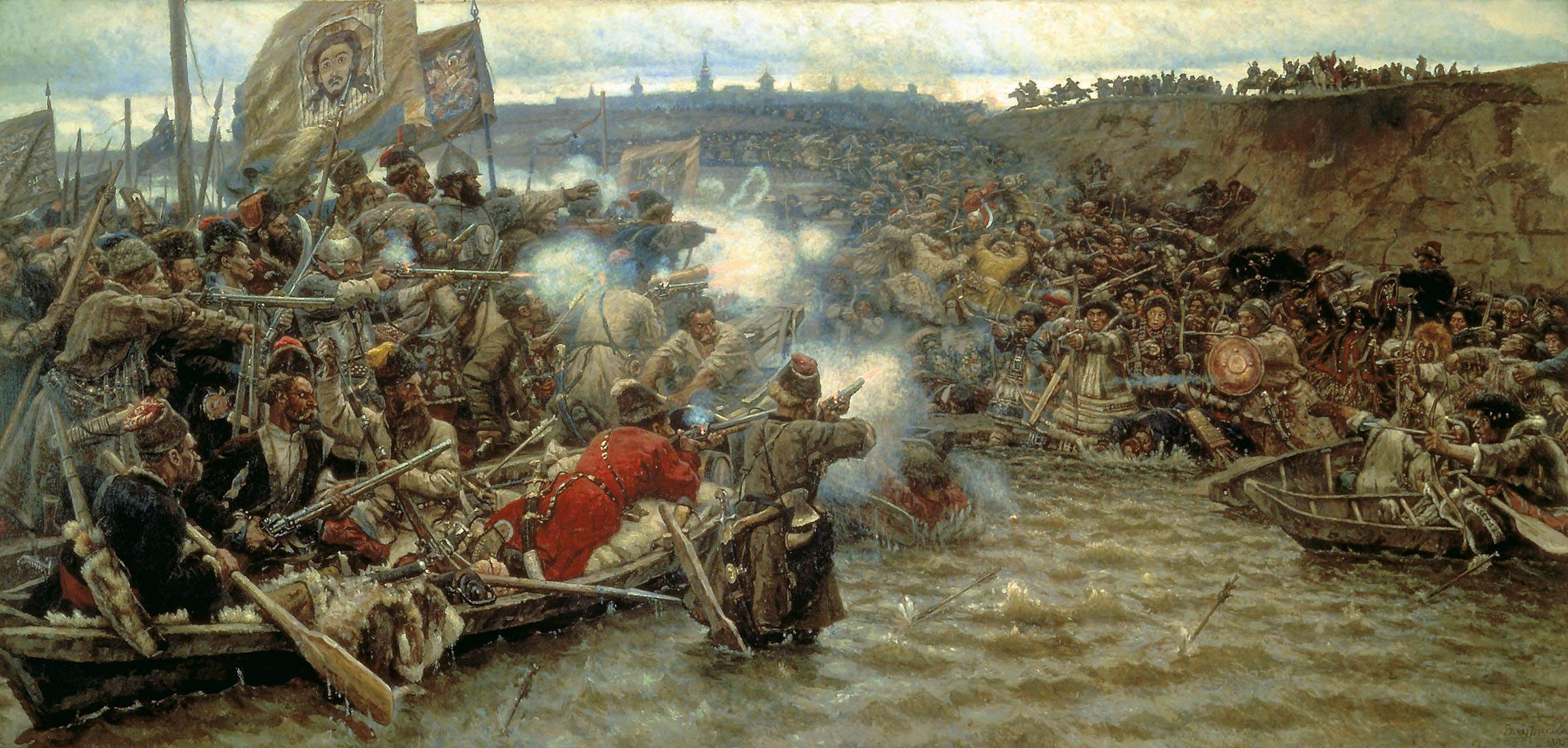
Wassili Surikow: Eroberung Sibiriens durch Jermak

Das Khanat Sibir im 15./16. Jahrhundert. Die Hauptstadt war zunächst Tschingi-Tura, dann ab ca. 1495 Isker, auch Sibir oder Qaschliq genannt.

Das Khanat Sibir war ein tatarisches Khanat um das heutige Tobolsk, das ungefähr 1425 auf dem Gebiet der Goldenen Horde entstand und 1588 von Russland endgültig erobert wurde. Nach ihm wurde das heutige Gebiet Sibirien benannt.

## Geschichte

### Gründung
Im 11. Jahrhundert wanderten die Kiptschaken von der Steppe in den Norden; die hier lebenden Chanten, Mansen, Selkupen und Baschkiren wurden nach Norden verdrängt oder assimiliert. Im 13. Jahrhundert eroberten die Mongolen das Land, bald darauf bildete sich die Goldene Horde unter Batu Khan. Nach dem Machtverlust der Goldenen Horde im 14. und 15. Jahrhundert zerfielen die tatarisch-mongolischen Besitzungen zwischen Wolga und Altai in drei Teile: Die Nogaier-Horde erstreckte sich vom südlichen Ural nach Westen an die Wolga, die Schaibaniden mit ihrem späteren Usbeken-Khanat beherrschten die Steppe östlich des Urals und die Taibugiden gründeten ein eigenes Khanat, zuerst Tjumen, dann Sibir genannt.
Die Gründungslegende erzählt von dem Khan On, dem die Unterwerfung der Chanten und Mansen zugeschrieben wird und der von einem gewissen Bek Dschingi erschlagen wurde.
Die Herrschaft über das Khanat mit der Hauptstadt Tschingi-Tura (oder Tümen), deshalb auch Khanat von Tjumen genannt, wechselte mit Morden und Kämpfen zwischen zwei Clans, dem von Khan On und dessen Sohn Tajbugha (d. h. den Taibugiden) auf der einen und dem von Schaibani Khan (d. h. den Schaibaniden) auf der anderen Seite.
Das Khanat mit einer tatarisch-mongolischen Oberschicht und einer Bevölkerung aus türkisierten Ureinwohnern vermittelte den Pelzhandel quer durch Asien und war vom kulturellen Erbe der Goldenen Horde geprägt.
Um 1400 floh der gestürzte Khan der Goldenen Horde, Toktamisch, vor dem Emir Edigü ins Khanat Tjumen. Um 1420 besiegte der Schaibanide Abu’l-Chair das Khanat in einer Schlacht am Tobol und machte es zu einem Teil des Usbeken-Khanats.
Nach dem Tod von Abu’l-Chair im Jahr 1468 gelang es dem Schaibaniden Ibaq (ca. 1464–1495) das Khanat wieder in die Unabhängigkeit zu führen; er wandte sich 1480/81 siegreich gegen die Verwandten von der Goldenen Horde unter Akhmat Khan und suchte das gleichberechtigte Bündnis mit dem Großfürsten von Moskau. Ibaq wurde jedoch von den Taibugiden getötet, dessen Vertreter Mamuk (auch Mahmet) danach regierte. Mamuk verlagerte die Hauptstadt nach Isker bzw. Sibir – nun kam es zum Namen Khanat Sibir. Mamuk mischte sich ferner 1496 in den Thronstreit im Khanat Kasan ein.
Ibaqs Enkel Kütschüm Khan (reg. 1563–1598, † um 1600) beseitigte in einer mehrjährigen Auseinandersetzung den Taibugiden Yadigar (auch Ediger), der sich noch vor seinem Sturz dem Zarenreich unterworfen und ca. 1557 Tribut geleistet hatte.
Kütschüm war mit den Usbeken verbündet und versuchte, den Islam in seinem Reich einzuführen. Zu dem Zweck holte er Missionare aus Buchara. Trotz Gewaltanwendung gelang jedoch die Islamisierung nur oberflächlich und der traditionelle Schamanismus behauptete sich.

### Untergang
1571 verweigerte Kütschüm im Bund mit dem Krim-Khanat den Tribut an Zar Iwan IV., und sein Truppenführer Mahmet Kul überfiel sogar die russischen Besitzungen am Ural. Sein Staat erwies sich jedoch als zu ungefestigt, sodass er nach der Niederlage in der Schlacht am Tschuwaschenkap und der Eroberung der Hauptstadt Isker durch den Kosakenführer Jermak im Oktober 1582 schnell auseinanderfiel.
Die chantischen und mansischen Vasallen, aber auch viele tatarische Truppenführer (Murzas) und sogar zwei seiner Söhne verließen Kütschüm, der sich in die Steppe zurückzog. Zwar konnte sein Sohn Ali die Hauptstadt nach dem Tod Jermaks noch einmal zurückgewinnen, aber hier mischten sich die Taibugiden ein: Ali wurde dort von einem Thronanwärter namens Seidaq verdrängt, der sich aber ebenfalls nicht halten konnte.
Erst im Sommer 1598 konnte Kütschüm bei der Mündung des Flüsschens Irmen in den Ob, etwa 40 km nordöstlich der heutigen Siedlung Ordynskoje, von den Truppen des russischen Wojewoden Andrei Wojeikow endgültig geschlagen werden. Kütschüm floh zu den Nogaiern, die ihn ermordeten.
Damit begann die russische Eroberung Sibiriens, die um 1680 mit dem Erreichen des Pazifiks bzw. 1689 mit dem Vertrag von Nertschinsk ihren Abschluss fand.

## Khane von Sibir
- On (legendär)
- Tajbugha, Sohn des On
- Hoja (Sohn Tajbughas)
- Mar (Taibugide, Sohn Hojas, von Ibaq getötet)
  - Obder (Taibugide, Sohn von Mar)
- Ibaq (Schaibanide[7] und Schwiegersohn von Mar) ca. 1464–1495
  - Murtaza, Sohn Ibaqs[8]
- Mamuk und Yabolak (Taibugiden, Söhne von Obder) ca. 1500
- Qasim und Aguis (Taibugiden, Söhne Yabolaks)
- Yadigar und Bekbulat (Taibugiden, Söhne Qasims?) ca. 1530–1563
- Kütschüm (Schaibanide, Sohn Murtazas) ca. 1563–1598
  - Ali, Sohn Kütschüms ca. 1584 ff.
  - Seidaq (Taibugide, Sohn von Bekbulat), Thronanwärter um 1584/8